# Boulevard Bernard-Griffoul-Dorval
Le boulevard Bernard-Griffoul-Dorval (en occitan : baloard Bernat Grifol-Dorval), ou simplement Griffoul-Dorval, est une voie de Toulouse, chef-lieu de la région Occitanie, dans le Midi de la France.

## Situation et accès

### Description
Le boulevard Bernard-Griffoul-Dorval est une voie publique. Il borde à l'ouest le quartier du Pont-des-Demoiselles et le quartier de la Côte Pavée.
Il naît au carrefour de l'Avenue Antoine-de-Saint-Exupéry et du Pont des Demoiselles, dans le prolongement du boulevard de la Méditerranée, qui longe en rive droite le canal du Midi à partir de l'échangeur no 21 Demoiselles de l'autoroute A620. Long de 869 mètres, large de 14 mètres au moins, le boulevard Bernard-Griffoul-Dorval suit également le cours du canal. Il se termine au carrefour de la rue Bernard-Mulé, à laquelle il donne naissance à droite. Il est prolongé au nord par les ports Saint-Sauveur et Saint-Étienne, puis par les boulevards qui longent le canal jusqu'au port de l'Embouchure – boulevards de la Gare, Pierre-Semard, des Minimes et de l'Embouchure.
La chaussée compte une voie de circulation automobile dans chaque sens. Il n'existe pas d'aménagement cyclable.

### Voies rencontrées
Le boulevard Bernard-Griffoul-Dorval rencontre les voies suivantes, d'ouest en est (« g » indique que la rue se situe à gauche, « d » à droite) :
1. Pont des Demoiselles (g)
2. Avenue Antoine-de-Saint-Exupéry (d)
3. Place Pierre-Mendès-France (d)
4. Rue Joseph-Roques (d)
5. Rue Guglielmo-Marconi (d)
6. Passerelle des Soupirs (g)
7. Port Saint-Sauveur (g)
8. Rue Bernard-Mulé (d)

### Transports
Le boulevard Bernard-Griffoul-Dorval est parcouru et desservi par la ligne de bus 27. Au sud, sur l'avenue Antoine-de-Saint-Exupéry se trouvent également les arrêts de la ligne de Linéo L9, tandis qu'au nord, sur l'avenue Jean-Rieux, se trouvent également les arrêts de la ligne de Linéo L8 et, sur le port Saint-Sauveur, les arrêts de la ligne de Linéo L1. La station de métro la plus proche reste la station François-Verdier, sur la ligne de métro .
Il existe plusieurs stations de vélos en libre-service VélôToulouse à proximité immédiate du boulevard Bernard-Griffoul-Dorval : les stations no 98 (80 allée des Demoiselles), no 101 (5 port Saint-Sauveur) et no 204 (place Roger-Arnaud).

## Odonymie

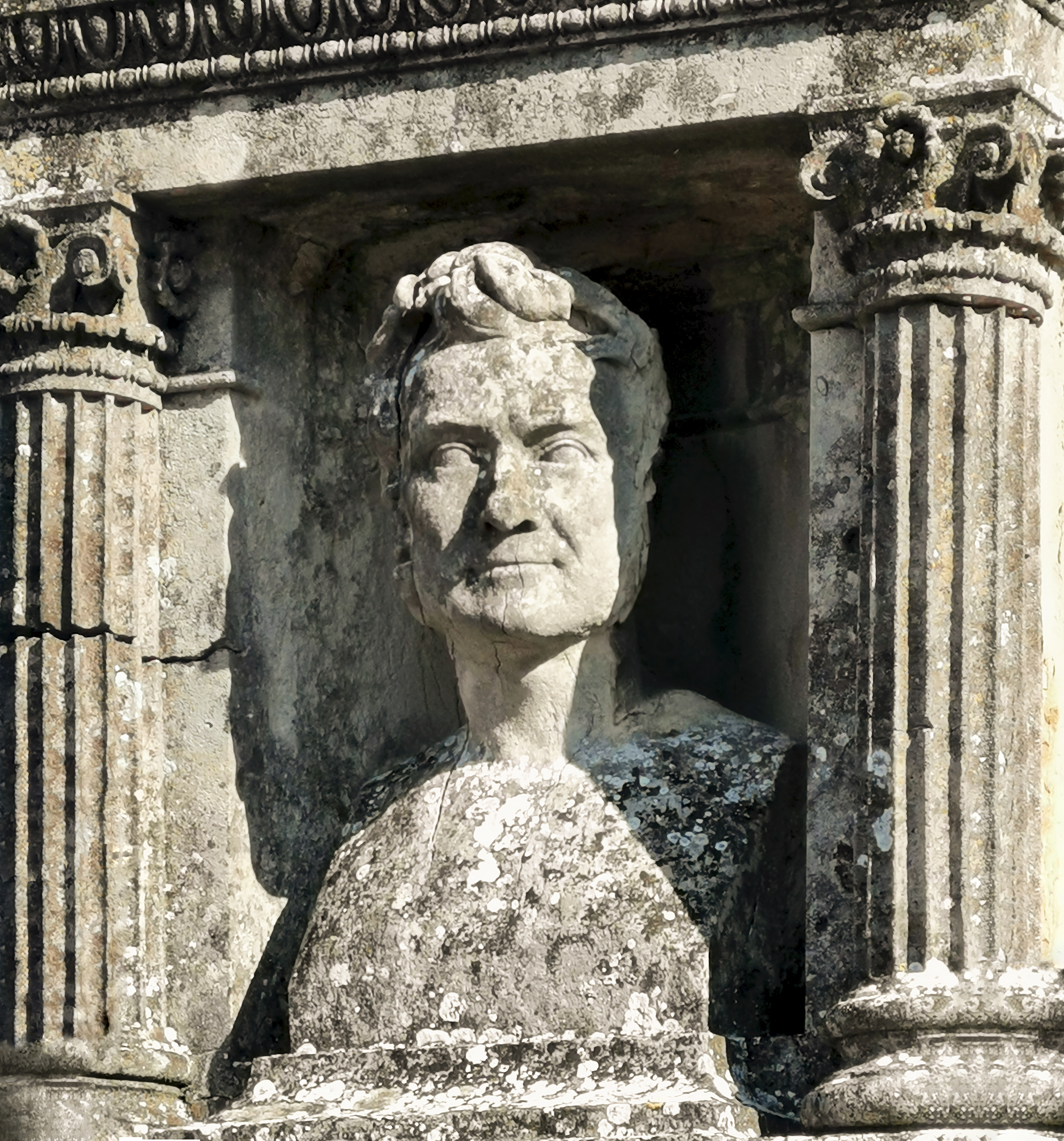
Buste de Bernard Griffoul-Dorval au cimetière de Terre-Cabade.

Le boulevard porte le nom de Bernard Griffoul-Dorval (1788-1861), important sculpteur toulousain de la première moitié du XIXe siècle. Élève de François Lucas à l'École spéciale des arts de Toulouse en 1807, il entre en 1811 dans l'atelier parisien de Pierre Cartellier. Au bout de deux ans, il rentre à Toulouse, où il exerce jusqu'à sa mort.
Le boulevard, lors de sa création, avait été nommé en l'honneur d'Armand Leygue (1804-1889), homme politique toulousain, républicain fervent, sous-commissaire du gouvernement provisoire, maire de Castelsarrasin et député de la Haute-Garonne en 1848, opposant au coup d'État de Louis-Napoléon Bonaparte en 1851. Il fut par ailleurs le père de Raymond Leygue (1850-1929), lui-même député (1890-1906) puis sénateur de la Haute-Garonne (1908-1912) et maire de Toulouse (1908-1912), et d'Honoré Leygue, également député (1898-1907) et sénateur de la Haute-Garonne (1907-1924). C'est sur proposition du conseiller Vignaux, membre du conseil municipal d'Honoré Serres, que son nom fut adopté. Mais il avait aussi été donné à une avenue et à une place du même quartier et en 1936, pour éviter les confusions, le conseil municipal d'Antoine Ellen-Prévot donna au boulevard le nom de Griffoul-Dorval.

## Histoire
En 1907, les Chemins de fer du Sud-Ouest construisent la gare de Saint-Sauveur en bord du boulevard (emplacement des actuels no 2 à 11). Elle sert de terminus à la petite « ligne du Lauragais », une ligne de chemin de fer d'intérêt local à écartement étroit qui rejoint Revel en presque trois heures, en suivant la route départementale no 2 jusqu'au franchissement de l'Hers (actuelles avenue Antoine-de-Saint-Exupéry et route de Revel). La ligne, qui appartient à une entreprise privée, est largement soutenue par des subventions publiques car elle permet la desserte des communes du Lauragais et le transport des voyageurs et des marchandises (céréales, engrais, bétails, matériaux) tandis que, dans la ville de Toulouse même, elle dessert le village de Montaudran à la place de l'Ormeau. La ligne est cependant fermée en 1947.

## Patrimoine et lieux d'intérêt

### Canal du Midi
Patrimoine mondial (1996).
Le boulevard Bernard-Griffoul-Dorval longe le canal du Midi. La première partie du canal, entre la Garonne, à Toulouse, et le seuil de Naurouze, est creusée entre 1667 et 1671.
Le canal est franchi par plusieurs ponts et passerelle : 

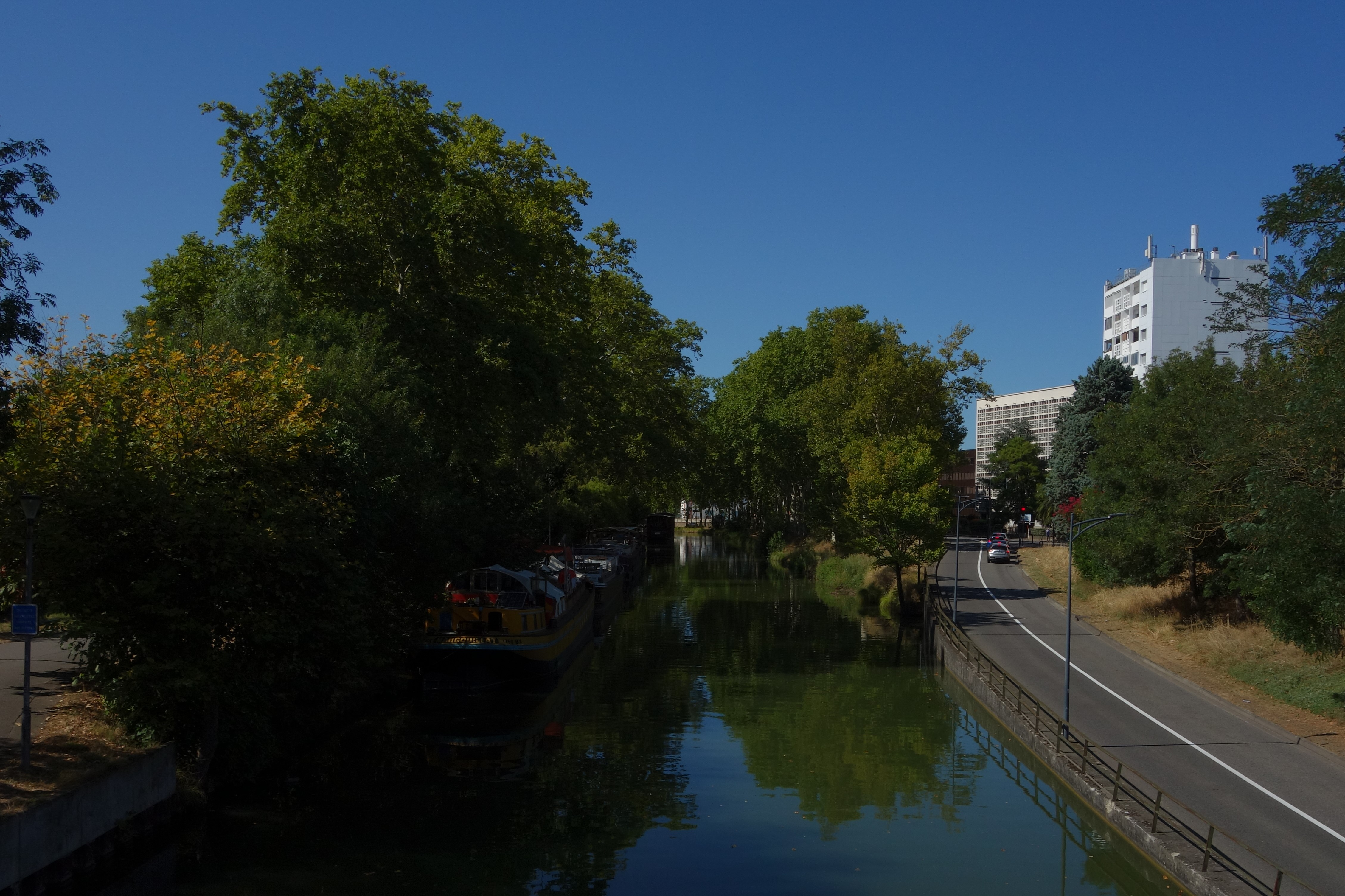
Le canal du Midi vu du pont des Demoiselles.

- pont des Demoiselles. 
Le premier pont, caractéristique avec sa forme en dos-d'âne et bâti en brique, est construit vers 1681-1683. Il est alors connu comme le pont de Montaudran, du nom du village auquel il mène. Il est agrandi à deux reprises, au cours du XVIIIe siècle, puis du siècle suivant. En 1910 apparaissent, avec le développement du faubourg du Busca et l'accroissement de la circulation, les premiers projets de reconstruction. En 1970, le pont est démoli et reconstruit sur des poutres de béton. Il compte deux travées, pour une longueur de 40 mètres et une largeur de 30 mètres[4].

- pont ferroviaire Monplaisir (ou Griffoul-Dorval). 
Le premier pont ferroviaire Monplaisir est un pont métallique, construit en 1860 pour assurer le passage de la ligne de chemin de fer allant de Toulouse vers les Pyrénées. En 1952, en raison de sa vétusté, la SNCF décide de le reconstruire. Le pont compte cinq travées, pour une longueur de 72,5 mètres et une largeur de 10 mètres. La structure en béton est cachée par un parement de brique et de pierre pour les chaînages d'angle[5],[6].

- passerelle des Soupirs. 
La passerelle est construite en quelques mois en 1902, « afin de diminuer le parcours à effectuer par les ouvriers du quartier de la Baraquette qui se rendent à leur travail du côté Canal-Ville et aux ateliers environnant le Grand-Rond ». La municipalité fait le choix de Charles Picot et Joseph Montariol, représentants toulousains de l'entreprise de François Hennebique. La passerelle est formée de deux arcs parallèles espacés de 80 cm et couverts d'une dalle, réalisés en un seul bloc de béton armé. Elle a une portée de 42 mètres et une largeur d'1,5 mètre, et elle s'élève à son sommet à 5,8 mètres au-dessus du canal. Elle est accessible par deux escaliers doubles. Les garde-corps sont en fer forgé et fonte[7].

### Archives départementales de la Haute-Garonne
no  11 :  Patrimoine XXe siècle (2017) et  Labélisé ACR (2017).
Le bâtiment des Archives départementales de la Haute-Garonne est élevé entre 1951 et 1955 à l'emplacement de l'ancienne gare Saint-Sauveur, sur les plans des architectes Fabien Castaing et Pierre Viatgé, représentants du mouvement moderne et du brutalisme toulousain. Il fait suite à une décision du conseil général de regrouper en un même lieu les archives du département qui étaient conservées à l'hôtel de la Préfecture, dans l'ancienne Chambre souveraine du clergé (actuels no 7-9 rue Saint-Jacques). L'édifice se compose de deux corps de bâtiment disposés sur étroite parcelle triangulaire, délimitée à l'ouest par le canal du Midi et le boulevard Bernard-Griffoul-Dorval, et à l'est par la ligne de chemin de fer.
Le premier corps de bâtiment, au nord, abrite les magasins. Il repose sur des pilotis et s'élève sur huit étages. Le rez-de-chaussée, pour partie en extérieur couvert, est dédié à la réception et au tri des archives. Aux étages, les façades sont entièrement vitrées en verre armé. Une structure de claustra en béton armé, formant un moucharabieh, restreint la luminosité et empêche l'entrée directe des rayons de soleil. Le bandeau supérieur intègre des châssis ouvrant, permettant une ventilation naturelle du bâtiment. Une cage d'escalier extérieure, également en claustra, sert d'issue de secours. À l'intérieur, les étages sont divisés en 15 sections par des murs de refend et desservis par des coursives. Les rayonnages métalliques totalisent 30 000 mètres linéaires. Le deuxième bâtiment s'élève perpendiculairement au boulevard sur trois niveaux (un sous-sol, un rez-de-chaussée et un étage). Les façades sont en partie couverte d'un parement de pierre. Le rez-de-chaussée est éclairé par un bandeau de fenêtres, tandis que le 1er étage est simplement percé de lucarnes rectangulaires. Les deux corps de bâtiment sont reliés par le hall d'accueil. Il orné d'une sculpture,.
En 1983, un bâtiment de cinq étages, aux murs-rideaux de verre fumé, est construit le long du boulevard, en prolongement du bâtiment des archives, auquel il est relié par une passerelle. Mais le site des archives est de plus en plus décrié, car il connaît des problèmes d'isolation. De plus, l'accroissement du nombre des archives collectées par les services départementaux, la saturation du bâtiment des archives et la multiplication progressive, à partir des années 2000, des sites d'archivages, amènent le conseil général à construire un nouveau bâtiment moderne au chemin des Capelles (actuel no 98).

### Immeubles et maisons
- no  2-4 : immeuble Le Dorval[14].

- no  10 : immeuble. 
L'immeuble est construit vers 1955 par les architectes Fabien Castaing et Pierre Viatgé qui réalisent à la même époque les archives départementales – il en reprend d'ailleurs plusieurs traits, assurant une continuité visuelle. L'immeuble s'élève sur dix étages. La façade est rythmée par les bandeaux horizontaux des balcons continus et par les claustra des deux travées centrales[15].

- no  19 : maison[16].
- no  20 : cottage Gaby[17].
- no  28 : maison[18].